# Джеймс Хардън
Джеймс Хардън (на английски: James Edward Harden, Jr.) е американски баскетболист. Играе за Лос Анджелис Клипърс на позицията атакуващ гард. Висок е 196 см и тежи 100 кг. Три пъти става топ реализатор на лигата (2018, 2019, 2020).
Запазената марка на Хардън е голямата брада, която започва да пуска още от 2009, докато играе в колежа, а днес тя е неизменна част от имиджа на играча.

## Ранни години
Хардън играе за Аризона Стейт в колежанското първенство на САЩ (2007 – 2009), където бележи средно по 19 точки на мач и 3.7 асистенции. След втория си сезон в колежа, Хардън решава да продължи кариерата си в НБА, където е избран по номер 3 в драфта от Оклахома Сити Тъндър.

## НБА

### Оклахоа Сити Тъндър (2009 – 2012)
През първия си сезон в НБА, Хардън получава средно по 22 минути на мач и бележи средно 9.9 точки на мач. През втория си сезон с Оклахома, играе във всичките 82 мача от редовния сезон, отбелязвайки 12.2 точки.
През 2012 Хардън прави най-успешния си сезон в НБА, бележейки средно по 16.8 точки на мач и по 31.4 минути на мач, въпреки че започва в титулярния състав само в два мача. Оклахома сити достига до Финалите на НБА, където губи от Маями Хийт. Хардън печели наградата Най-добър Шести играч, която се дава на най-добрия резервен играч в Лигата. Оклахома сити се опитва да задържи Хардън, като му предлага нов 4-годишен договор на стойност между 52 и 55 милиона долара.

### Хюстън Рокетс (2012 – 2020)
След неуспешните преговори за подновяване на договора му, Оклахома сити го продават през 2012 на Хюстън Рокетс. От Хардън се очаква да се превърне в ключов играч в селекцията на отбора и той подписва 5-годишен договор на стойност 80 милиона долара. Още в дебютния си мач Хардън бележи 37 точки, 12 асистенции и 6 борби и застава на второ място в историята на НБА по най-много отбелязани точки в дебютен мач. През сезона Хардън два пъти печели наградата Играч на седмицата и за първи път е избран да играе в Мача на звездите, където отбелязва 15 точки. В края на този първи сезон в Хюстън, Хардън извежда отбора до плейофите за първи път от сезон 2008 – 2009. Рокетс се изправят в първия кръг срещу бившия отбор на Хардън Оклахома сити, водачи в Западната конференция след редовния сезон. След като губят първите три мача, Рокетс успяват да спечелят следващите два мача и да намалят до 2:3, за да загубят в шестия мач у дома с 94:103, а с това и серията.
През сезон 2013 – 2014 Хардън отново извежда отбора си до плейофите, където отново губят в първия кръг с 2:4 победи, този път от Портланд Трейлблейзърс.

### Бруклин Нетс (2020 –2022)
Той дебютира за Бруклин Нетс с трипъл-дабъл и става първия играч, който записва трипъл-дабъл в своя дебют за даден отбор.

## Национален отбор (2012 – ...)
Хардън е повикан за първи път в Националния отбор по баскетбол на САЩ през 2012 за Олимпиадата в Лондон, където печели златен медал.
През 2014 участва и на Световното първенство в Испания, където вече е капитан на отбора и извежда американците до титлата.

## Извън терена
Хардън е един от най-добре платените спортисти на планетата като само за 2016 приходите му са 32.8 милиона$. Договорът му с Хюстън Рокетс е един от най-големите в историята на НБА, като стойността му е 117 милиона за 5
години. Голяма част от приходите му идва от рекордния му договор с бранда Адидас, който е на космическата стойност от 200 милиона за 13 години. По данни на информационния спортен сайт Спортал от 28.11.2017 г., е подписал нов рекорден договор с Хюстън Рокетс за периода 2019 – 2023 г. за 170 млн. долара.